# Ognjen Vukojević
Ognjen Vukojević (n. 20 decembrie 1983, Bjelovar, Iugoslavia) este un fotbalist croat care joacă pe postul de mijlocaș la clubul Dinamo Zagreb, împrumutat de la Dinamo Kiev.

## Titluri
Dinamo Zagreb
- Prva HNL: 2006, 2007, 2008
- Cupa Croației: 2007, 2008

Dinamo Kiev
- Premier Liga: 2009